# تروی (آلاباما)
تروی (به انگلیسی: Troy) شهرکی در شهرستان پایک، آلاباما ایالت آلاباما است که مساحت آن ۷۱٫۷۷ کیلومترمربع است و در سرشماری سال ۲۰۱۰ میلادی، ۱۸٬۰۳۳ نفر جمعیت داشته و تراکم جمعیتی آن، ۲۵۱٫۲۶ نفر در کیلومترمربع بوده‌است.

## موقعیت جغرافیایی
موقعیت جغرافیایی شهرها و مناطق اطراف به شرح زیر است: